# Eugene Istomin
Eugene George Istomin (26 de novembre de 1925 - 10 d'octubre de 2003) va ser un pianista estatunidenc. Va néixer a la ciutat de Nova York, de pares russos. Va ser famós per les seves obres de trio de piano, qui va col·laborar amb Isaac Stern i Leonard Rose, conegut com a Istomin-Stern-Rose Trio, el grup va fer molts àlbums, concretament de música de Beethoven, Brahms i Franz Schubert. Fou un nen prodigi. Va començar a actuar als 6 anys amb la seva mare, i als 12 va entrar al Curtis Institute. El 1943, amb 17 anys va guanyar el Leventritt award, i el Phildelphia Youth Award. El seu debut va ser amb l'Orquestra de Filadèlfia, i l'Orquestra de Nova York. El 1970, va guanyar un Grammy amb el trio, pels seus àlbums de Beethoven. Es va casar amb la Marta Montañez Martinez (Marta Casals Istomin), la vídua de Pau Casals, el 15 de febrer de 1975. Era més conegut a Europa que als Estats Units, i va rebre la Francesa Légion d'honneur el 2001. El 2003 va morir de càncer.